# 新英格蘭革命
新英格兰革命（英文：New England Revolution）是美國職業足球大聯盟足球隊，位於麻薩諸塞州福克斯堡。球隊主席是罗伯特·卡夫，他同時擁有國家美式足球聯盟球隊新英格蘭愛國者。主場是吉列体育场。在2007年，美國公開杯贏得球隊自成立以來第一個錦標賽。他們在2001年、2002年、2006年及2007年晉身大聯盟杯決賽，不過四次都只能屈居亞軍。

## 榮譽
- 美國公開杯冠軍
  - 2007年

## 主教練
- Frank Stapleton（1996年）
- Thomas Rongen （1996年–1998年）
- 沃爾特·曾加 （1998年–1999年）
- Steve Nicol （1999年、代任）
- Fernando Clavijo （2000年–2002年）
- Steve Nicol （2002年—2011年）
- Jay Heaps（2011年–）

## 歷年戰績
| 年份   | 常規賽   | 季後賽   | 公開盃   | CONCACAF 冠軍杯 | 北美超級聯賽 |
| ------ | -------- | -------- | -------- | --------------- | ------------ |
| 1996年 | 東岸第五 | 未晉級   | 沒有參加 | 未合資格        | 2007年舉辦   |
| 1997年 | 東岸第四 | 半準決賽 | 16強     | 未晉級          | 2007年舉辦   |
| 1998年 | 東岸第六 | 未晉級   | 未晉級   | 未晉級          | 2007年舉辦   |
| 1999年 | 東岸第五 | 未晉級   | 未晉級   | 未晉級          | 2007年舉辦   |
| 2000年 | 東岸第二 | 半準決賽 | 32強     | 未晉級          | 2007年舉辦   |
| 2001年 | 東岸第三 | 未晉級   | 決賽     | 沒舉辦          | 2007年舉辦   |
| 2002年 | 東岸第一 | 決賽     | 未晉級   | 未晉級          | 2007年舉辦   |
| 2003年 | 東岸第二 | 準決賽   | 半準決賽 | 首圈            | 2007年舉辦   |
| 2004年 | 東岸第四 | 準決賽   | 16強     | 未晉級          | 2007年舉辦   |
| 2005年 | 東岸第一 | 決賽     | 16強     | 未晉級          | 2007年舉辦   |
| 2006年 | 東岸第二 | 決賽     | 半準決賽 | 第一圈          | 2007年舉辦   |
| 2007年 | 東岸第二 | Final    | 冠軍     | 未晉級          | 無法參與     |
| 2008年 | 東岸第三 | 半準決賽 | 準決賽   | 未晉級          | 冠軍         |
| 2009年 | 東岸第三 | 半準決賽 | 十六強   | 分組賽          | 四強         |
| 2010年 | 東岸第六 | 未晉級   | 未晉級   | 未晉級          | 決賽         |

## 外部連結
- 官方網站 （页面存档备份，存于）